# 渡辺定夫
渡辺 定夫（わたなべ さだお、1932年 - ）は、日本の都市計画家。教育者。東京大学名誉教授。日本でアーバンデザインの指導及び実践、人材育成を担った人物。工学博士。東京生まれ。

## 略歴
- 1951年、東京都立新宿高等学校卒業
- 1956年、東京大学工学部建築学科卒業後、東京大学数物系大学院建築専門課程・修士課程修了、同大学院博士課程修了
- 1984年、学位授与。同年、東京大学教授就任
- 1985年、地方都市と大学立地に関する一連の研究　で、日本都市計画学会論文賞受賞
- 1988年、日本都市計画学会設計賞受賞　日本建築学会賞論文賞受賞
- 1993年、東京大学を退官。同年、名誉教授
- 1993年、工学院大学教授

## おもな業績
- 日立駅前再開発 「都市デザイン委員会」委員長
- 土浦市まちづくり　川手昭二（筑波大学）、蓑原敬、聚文化研究所らと　1979年-1981年
- 史跡高松城跡整備検討委員会委員長
- NPO 等による文化財建造物活用の推進委員会委員長
- 幕張ベイタウン調整、簑原敬と　1995年-2000年、グッドデザイン賞（アーバンデザイン部門）受賞
- 横浜市都市美対策審議会会長
- くまもとアートポリス選定委員
- みなとみらい線デザイン委員会委員長、1993年-2004年　、グッドデザイン賞（アーバンデザイン部門）受賞

## 著書
- 今井の町並み 1994
- 新しい都市居住の空間 (放送大学教材) 1997
- 都市のデザイン (1968年) エドモンド・ベーコン著　鹿島出版会
- 都市設計 新建築学大系 / 新建築学大系編集委員会編 17 共著